# میلینگ ملانسون
میلینگ ملانسون (انگلیسی: Meiling Melançon؛ زادهٔ ۳ مارس ۱۹۸۰) مدل، بازیگر، کارگردان فیلم، فیلم‌نامه‌نویس و تهیه‌کننده اهل فیلیپین و ایالات متحده آمریکا است.
از فیلم‌ها یا برنامه‌های تلویزیونی که وی در آن نقش داشته است، می‌توان به مردان ایکس: آخرین ایستادگی، روانپزشک، ساعت شلوغی ۲ و افسانه‌های فردا، درمانگاه خصوصی، ددوود، آسیب‌شناسی و سی‌اس‌آی اشاره کرد.